# Acalypha cardiophylla
Acalypha cardiophylla é uma espécie de flor do gênero Acalypha, pertencente à família Euphorbiaceae.